# Championnat d'Uruguay de football 1920
Navigation
Édition précédente Édition suivante
| \| Montevideo: · Central · Peñarol · Nacional · Wanderers · River Plate · Reformers · Belgrano · Dublin · Charley · Liverpool · Onward Montevideo Universal \| Localisation des clubs engagés dans le championnat. |
| Montevideo: · Central · Peñarol · Nacional · Wanderers · River Plate · Reformers · Belgrano · Dublin · Charley · Liverpool · Onward Montevideo Universal                                                           |

La 20e édition du championnat d'Uruguay de football est remportée par le Club Nacional de Football. C’est le huitième titre de champion du club, le deuxième consécutif. Le Nacional l’emporte avec 2 points d’avance sur l’Club Atlético Peñarol. Central Español Fútbol Club complète le podium. 
Le championnat passe de 10 à 12 équipes. Au terme de la saison précédente, aucun club n’a été relégué. Dans le même temps deux nouveaux clubs sont promus dans l’élite uruguayenne : le Liverpool Fútbol Club et Uruguay Onward. 

## Les clubs de l'édition 1920
| Club                             | Stade         | Capacité | Ville            |
| -------------------------------- | ------------- | -------- | ---------------- |
| Belgrano Football Club           | -             | -        | Montevideo       |
| Central Español Fútbol Club      | -             | -        | Montevideo       |
| Charley Football Club            | -             | -        | Montevideo       |
| Dublin Football Club             | -             | -        | Montevideo       |
| Liverpool Fútbol Club            | -             | -        | Montevideo       |
| Montevideo Wanderers Fútbol Club | -             | -        | Montevideo       |
| Club Nacional de Football        | -             | -        | Montevideo       |
| Club Atlético Peñarol            | Villa Peñarol | -        | Montevideo       |
| Reformers Football Club          | -             | -        | Montevideo       |
| River Plate Football Club        | -             | -        | Montevideo       |
| Universal Football Club          | -             | -        | San José de Mayo |
| Uruguay Onward                   | -             | -        | Montevideo       |

## Compétition

### Classement
Le classement est établi sur le barème de points suivant : victoire à 2 points, match nul à 1, défaite à 0.
| Rang | Équipe                      | Pts | J  | G  | N  | P  | Bp | Bc | Diff |
| ---- | --------------------------- | --- | -- | -- | -- | -- | -- | -- | ---- |
| 1    | Club Nacional de Football T | 40  | 22 | 19 | 2  | 1  | 85 | 12 | +73  |
| 2    | Club Atlético Peñarol       | 38  | 22 | 17 | 4  | 1  | 28 | 8  | +20  |
| 3    | Central Español Fútbol Club | 29  | 22 | 13 | 3  | 6  | 30 | 21 | +9   |
| 4    | Universal Football Club     | 28  | 22 | 12 | 4  | 6  | 44 | 22 | +22  |
| 5    | Montevideo Wanderers        | 23  | 22 | 10 | 3  | 9  | 31 | 23 | +8   |
| 6    | Reformers Football Club     | 19  | 22 | 5  | 9  | 8  | 16 | 30 | -14  |
| 7    | Uruguay Onward              | 19  | 22 | 8  | 3  | 11 | 32 | 49 | -17  |
| 8    | Liverpool Fútbol Club       | 18  | 22 | 4  | 10 | 8  | 22 | 26 | -4   |
| 9    | Belgrano Football Club      | 16  | 22 | 5  | 6  | 11 | 15 | 35 | -20  |
| 10   | Dublin Football Club        | 13  | 22 | 4  | 5  | 13 | 12 | 42 | -30  |
| 11   | Charley Football Club       | 12  | 22 | 4  | 4  | 14 | 13 | 56 | -43  |
| 12   | River Plate                 | 9   | 22 | 3  | 3  | 16 | 19 | 42 | -23  |

| Légende : Qualifications et relégations | Légende : Qualifications et relégations |
| --------------------------------------- | --------------------------------------- |
|                                         | Champion d’Uruguay                      |
|                                         | Relégation en deuxième division         |
|                                         | T : Tenant du titre P : Promus          |

## Bilan de la saison
| Championnat d'Uruguay de football 1920                             |                                      |
| Champion                                                           | Club Nacional de Football (8e titre) |
| Promotions et relégations                                          |                                      |
| Promus en Primera División                                         | Club Atlético Lito                   |
| Relégués en Championnat d'Uruguay de football de deuxième division | River Plate Football Club            |